# Magia Record: Puella Magi Madoka Magica Side Story
Magia Record: Puella Magi Madoka Magica Side Story (マギアレコード 魔法少女まどか☆マギカ外伝, Magia Rekōdo: Mahō Shōjo Madoka Magika Gaiden) é um jogo eletrônico do gênero RPG desenvolvido pela f4samurai para as plataformas Android e iOS. Lançado no Japão em 22 de agosto de 2017, Magia Record é publicado pela Aniplex, sendo um spin-off da série de anime Puella Magi Madoka Magica, exibido em 2011. O jogo marca a estréia de uma nova protagonista, Iroha Tamaki, que chega a cidade de Kamihama em busca de sua irmã perdida.

## Desenvolvimento e lançamento
Magia Record foi inicialmente anunciado em setembro de 2016, no evento "Madogatari", que marcava o aniversário de 40 anos da Shaft, o estúdio responsável pela produção do anime e dos filmes da série Puella Magi Madoka Magica. O produtor da série de animes original, Atsuhiro Iwakami, declarou:
| “ | Já que aparentemente levará mais algum tempo até que um novo anime da série seja lançado, a minha ideia é manter o título da série ativo com este jogo. | ” |

Ume Aoki, a designer de personagens da série de anime original, também ficou responsável pelos designs dos personagens do jogo, desenhando mais de dez novos personagens originais, incluindo a protagonista, Iroha Tamaki. As cenas de animação da abertura e das transformações das garotas mágicas foram produzidas pela própria Shaft. Yusuke Toyama e Masaki Sato são os produtores responsáveis por Magia Record.
Magia Record foi originalmente programado para ser lançado em maio de 2017. No entanto, seu lançamento foi adiado para julho e, em seguida, foi novamente adiado para 22 de agosto de 2017.

## Adaptações
Uma adaptação do jogo para mangá, ilustrada por Fujino Fuji, é serializada desde 24 de agosto de 2018 na revista mensal Manga Time Kirara Forward.
Além disso, o jogo recebeu uma adaptação para uma peça teatral, exibida entre 24 de agosto e 9 de setembro de 2018. As personagens do jogo foram encenadas pelo grupo de idols japonês Keyakizaka46. A versão em Blu-ray e DVD da peça teatral está prevista para ser comercializada a partir de 27 de fevereiro de 2019.
Uma adaptação do jogo para anime foi anunciada em setembro de 2018, e estreou em 11 de janeiro de 2020.

## Mídia

### Anime
Uma adaptação para uma série de anime, produzida pelo estúdio Shaft, foi anunciada em setembro de 2018 e estava originalmente planejada para estrear no final de 2019, mas teve sua estréia adiada para 4 de janeiro de 2020, sendo transmitida pelos canais Tokyo MX, GYT, GTV, BS11 e MBS. A série foi licenciada e disponibilizada por streaming pela Crunchyroll no Brasil e em Portugal. O elenco de voz para o anime é o mesmo do jogo original.

#### Episódios
| Núm. | Título | Direção                    | Roteiro                       | Data de exibição original |
| --- | --- | -------------------------- | ----------------------------- | ------------------------- |
| 1 | "Já ouviu falar? Daquele rumor sobre as Garotas Mágicas" やぁやぁ、知ってる？魔法少女のその噂 "Yaa Yaa, Shitteru? Mahō Shōjo no Sono Uwasa" | Yukihiro Miyamoto          | Kaede Ogawa Gekidan Inu Curry | 4 de janeiro de 2020      |
| Iroha Tamaki é uma garota que não consegue se lembrar do desejo que fez com Kyubey para se tornar uma garota mágica. Após conhecer uma outra garota mágica, chamada Kuroe, ela descobre um rumor de que garotas mágicas podem aparentemente ser salvas de seu destino se forem para a cidade de Kamihama. Enquanto estavam no trem que seguia em direção à cidade, repentinamente as duas se vêem presas no labirinto de uma bruxa. Iroha e Kuroe se transformam e tentam batalhar contra a bruxa, e Iroha encontra brevemente um Kyubey de aparência mais jovem. Logo em seguida, Yachiyo Nanami, uma outra garota mágica, aparece e derrota a bruxa, avisando Iroha e Kuroe para ficarem longe de Kamihama. No dia seguinte, como resultado de seu encontro com o pequeno Kyubey, Iroha passa a lembrar que ela tinha uma irmã mais nova, chamada Ui, que fora acometida por uma doença. Iroha então se lembra que desejou que Ui fosse curada em troca de se tornar uma garota mágica. | |                            |                               |                           |
| 2 | "Isso é a prova do fim de uma amizade" それが絶交証明書 "Sore ga Zekkō Shōmeisho"                                                           | Hajime Ōtani Kenjirō Okada | Kaede Ogawa Gekidan Inu Curry | 11 de janeiro de 2020     |
| Querendo investigar o mistério do desaparecimento de Ui, Iroha vai para a cidade de Kamihama para visitar o Centro Médico Satomi, e lá ela descobre o labirinto de outra bruxa. No labirinto, ela recebe a ajuda de uma equipe de garotas mágicas, composta por Momoko Togame, Kaede Akino e Rena Minami, que se oferecem para ajudá-la a procurar Ui. Incapaz de entrar na ala do centro médico, as meninas tentam convencer Rena a utilizar sua magia de transformação para se infiltrar, mas Rena e Kaede acabam discutindo e rompendo a amizade delas duas. Rena deixa o grupo, e após isso secretamente escreve seu nome e o nome de Rena na "Escadaria do Término das Amizades", uma grande escadaria localizada numa academia filiada a Universidade de Kamihama. Rena acreditava num boato sobre a escadaria, onde se dizia que caso alguém escreva seu próprio nome no sexto degrau e o nome de outra pessoa no sétimo degrau, essas mesmas pessoas romperão seus laços de amizade eternamente, e caso uma das pessoas tente uma reconciliação, será sequestrada pela Bruxa das Correntes. No dia seguinte, Kaede procura Rena para tentar se reconciliar, e quando a encontra disfarçada, a persegue enquanto ela corre. Quando Kaede finalmente alcança Rena, elas tentam reatar a amizade, mas a Bruxa das Correntes as atormentam, revela o que Rena fez, e por fim acorrenta e sequestra Kaede. | |                            |                               |                           |
| 3 | "Desculpe por fazer de você minha amiga" 友達にしてごめんね "Tomodachi ni Shite Gomen ne"                                                   | Kenjirō Okada              | Kaede Ogawa Gekidan Inu Curry | 18 de janeiro de 2020     |
| Depois que Kaede é sequestrado pela Bruxa das Correntes, Iroha é apresentada a líder do grupo, Yakumo Mitama, descobrindo que Yachiyo também faz parte da equipe. Conseguindo convencer Yachiyo a ajudá-las, as meninas escrevem seus nomes na Escadaria do Término das Amizades, com os sentimentos honestos de Rena em relação a Kaede, atraindo a Bruxa das Correntes. Enquanto Rena se reúne com Kaede no labirinto e faz as pazes, Iroha vê mais uma vez o Pequeno Kyubey, que leva as garotas ao ponto fraco da bruxa. Depois de derrotá-la, Yachiyo suspeita que o que elas enfrentaram não era uma bruxa, mas algo completamente diferente. Embora a investigação de Rena sobre o centro médico não resulte no aparecimento de Ui, ela aprende sobre duas outras garotas que apareceram no sonho de Iroha: Touka e Nemu. Enquanto isso, Kyubey solicita a Mami Tomoe para investigar o que está acontecendo na cidade de Kamihama, já que ele misteriosamente morre após cruzar uma barreia que envolve a cidade. | |                            |                               |                           |

## Ligações Externas
- «Sítio oficial» (em japonês)
- Magia Record: Puella Magi Madoka Magica Side Story (anime) na enciclopédia do Anime News Network (em inglês)